# グレッグのダメ日記 (2010年の映画)
『グレッグのダメ日記』（グレッグのダメにっき、Diary of A Wimpy Kid）は、2010年のアメリカ映画。ジェフ・キニーの児童向け小説『グレッグのダメ日記』を原作としている。日本では劇場公開されず、2011年1月7日にDVDが発売された。なお、日本語版では固有名詞がいくつか異なっている。

## あらすじ
ミドルスクールに通うグレッグは、何か面白い事をしようと思うが、いつも失敗ばかり。そんな中、チーズ症など、様々なトラブルに見舞われながら、彼の日常を映し出している。

## キャスト
| 役名                       | 俳優                           | 日本語吹替 |
| -------------------------- | ------------------------------ | ---------- |
| グレッグ・ヘフリー         | ザカリー・ゴードン             | 久保田恵   |
| ロウリー・ジェファーソン   | ロバート・キャプロン           | 田野めぐみ |
| スーザン・ヘフリー（ママ） | レイチェル・ハリス             | 安達忍     |
| フランク・ヘフリー（パパ） | スティーヴ・ザーン             | 安原義人   |
| ロドリック・ヘフリー       | デヴォン・ボスティック         | 野島健児   |
| アンジー・ステッドマン     | クロエ・グレース・モレッツ     | 清水理沙   |
| チラク・グプタ             | カラン・ブラル                 | 津村まこと |
| フレグリー                 | グレイソン・ラッセル           | まるたまり |
| マローン（コーチ）         | アンドリュー・マクニー         | 斉藤次郎   |
| 教頭先生                   | ラウイ・ユー                   | 佐藤晴男   |
| ウィスキー                 | ロブ・ラベル                   | チョー     |
| ノートン先生               | ベリタ・モレノ                 | 福脇慶子   |
| ピート                     | ニコラス・キャリー             | 岩崎了     |
| フリント先生               | ジェニファー・クレマン         | 清和祐子   |
| マーリー                   | エヴァ・ヒューズ               | 中司ゆう花 |
| コリン                     | アレック・フェリス             | 下田レイ   |
| カーター                   | サミュエル・パトリック・チュー | 新田英人   |
| ウェイド                   | ドニー・マクニール             | 成家義哉   |

- その他の日本語吹き替え:デブの男子/かぬか光明